# Saint-Lupien
Saint-Lupien è un comune francese di 247 abitanti situato nel dipartimento dell'Aube nella regione del Grand Est.

## Società

### Evoluzione demografica
Abitanti censiti